# Чемпионат мира по футболу (отборочный турнир)
Квалификация чемпионата мира по футболу впервые появилась в 1934 году ввиду того, что желающих принять участие в чемпионате мира оказалось слишком много, а количество путёвок было ограничено. С 1934 года и по сегодняшний день отборочный турнир чемпионата мира по футболу — неотъемлемая часть мундиаля.

## Основные положения
Чтобы попасть в финальную стадию чемпионата мира по футболу, команде предстоит пройти отборочный турнир. Для каждой конфедерации пути разные, однако есть несколько общих черт.
1. Как правило, страна-хозяйка автоматически квалифицируется в финальную часть и не принимает участия в отборочных играх, если они не являются обязательным этапом континентального соревнования. Примером может быть Кубок африканских наций 2010, в отборе на который принимала участие ЮАР. Она не прошла в финальную часть, но как хозяйка приняла участие в финальной части чемпионата мира 2010 года.
2. Если команда находится в группе с несколькими противниками, для успешного отбора она должна занять первое место в группе. Как правило, будут сыграно по два матча с каждой командой: дома и в гостях (в случае экстренных ситуаций можно перенести матч на нейтральное поле). Команда, набравшая наибольшее количество очков, выходит в финальную часть.
3. В некоторых турнирах используется следующий принцип. Команда, которая заняла второе место в группе, может автоматически попасть в финальную часть, если её результаты окажутся самыми лучшими среди других команд, занявших вторые места в своих группах. Возможно и так, что во всех группах неодинаковое количество команд (допустим, в нескольких группах 6 команд, в остальных 5 команд). В таком случае в группах с наибольшим количество команд матчи с худшими командами не будут учитываться для выбора лучшей команды из «вторых» (т.е. будут учитываться по 8 матчей каждой второй команды).
4. Если же и по дополнительным показателям команда не может пройти в финальную часть, то могут быть назначены стыковые матчи между командами, которые ближе всего подошли к местам, гарантирующим прямое попадание в финальную часть. Матчи могут проводиться как между членами одной конфедерации, так и между представителями двух конфедераций. Победитель по суммам двух встреч попадает в финальную часть турнира, в случае равенства голов проверяется правило гола на выезде (команда забившая большее число голов на выезде, побеждает). Если и число голов на выезде одинаковое, играется дополнительное время (возможна также серия пенальти). Примерами межконтинентальных стыковых матчей являются отборочный турнир на чемпионат мира по футболу 1994 (Австралия против Аргентины), чемпионат мира по футболу 2002 (Ирландия против Ирана), чемпионат мира по футболу 2006 (Австралия против Уругвая) и чемпионат мира по футболу 2010 (Бахрейн против Новой Зеландии, Коста-Рика против Уругвая).
5. В некоторых случаях применяется принцип отсеивания худшей команды из всех вторых сборных. Это было использовано в отборочном турнире к чемпионату мира 2010. Команда Норвегии заняла второе место в группе, опередив Шотландию по дополнительным показателям (разности забитых и пропущенных мячей). Однако при подсчёте показателей (очки и разница мячей) Норвегия оказалась последней, и это обстоятельство не позволило им пройти даже в стыковые матчи. Иногда усечённый состав группы представляет ложное впечатление о том, что обладатель второго места в группе выбывает из дальнейших соревнований, поскольку на самом деле при подсчёте очков не учитываются игры с последними командами из других групп.
6. Если же команда не добралась даже до стыковых матчей, то она не попадает в финальную часть. Исключения для не попавших в финальную часть могут быть сделаны очень редко — как правило, только в случае дисквалификации одного из участников финального этапа.

## Правила отборочного турнира на ЧМ-2026
- УЕФА: Принимают участие 54 сборные (кроме России). В финальный турнир выходят 16 команд. Команды разделены на 12 групп по 4-5 команд. В каждой группе проводится двухкруговой турнир (команды играют друг с другом дома и на выезде). Победители групп выходят на чемпионат мира напрямую. Ещё 16 команд (12 команд, занявшие 2-е места в группах и 4 лучшие команды по рейтингу Лиги наций УЕФА 2024/2025 из числа тех, кто занял в группах места ниже второго) выходят в раунд-плей-офф. 16 команд делятся на 4 мини-турнира, состоящие из одноматчевых полуфиналов и финала. Победители этих мини-турниров выходят на чемпионат мира.
- КОНМЕБОЛ: Принимают участие 10 сборных. Отбор ведётся по принципу регулярного чемпионата. Все команды играют друг с другом, каждая играет суммарно 18 матчей (по 9 дома и в гостях). Шесть лучших команд автоматически попадает в финальный раунд, а седьмая команда по итогам отбора играет стыковые матчи с представителем другой конфедерации.
- КАФ: Принимают участие 54 сборные. В финальный турнир выходят 9 команд. Команды разделены на 9 групп по 6 команд, победители групп выходят на чемпионат мира. 4 лучшие команды из числа занявших вторые места, сыграют в плей-офф (формат аналогичен УЕФА), победитель которого играет стыковые матчи с представителем другой конфедерации.
- КОНКАКАФ: Принимают участие 32 сборные (за исключением США, Канады и Мексики, стран-хозяек чемпионата мира). В первом раунде 4 худшие по рейтингу команды разбиваются на пары и играют матчи дома и в гостях, победители по сумме матчей выходят во второй раунд. Во втором раунде 30 команд разделяются на 6 групп по 5 команд и играют однокруговой турнир. Команды, занявшие 1-2 места, проходят в третий раунд. В третьем раунде 12 команд разделяются на 3 группы по 4 команды и играют двухкруговой турнир. Победители групп выходят на чемпионат мира, две лучшие команды из числа занявших вторые места, примут участие в стыковых матчах с представителями других конфедераций.
- АФК: Принимают участие 46 команд. В первом раунде 20 худших по рейтингу команд разбиваются на пары и играют матчи дома и в гостях. Победители пар выходят во второй раунд. Во втором раунде 36 команд разделяются на 9 групп по 4 команды и играют двухкруговой турнир. Команды, занявшие 1-2 места в группах, выходят в третий раунд. В третьем раунде 18 команд разделяются на 3 группы по 6 команд и играют двухкруговой турнир. Команды, занявшие 1-2 места, выходят на чемпионат мира, команды, занявшие 3-4 места, выходят в четвёртый раунд. В четвёртом раунде 6 команд разделяются на 2 группы по 3 команды и играют однокруговой турнир. Победители групп выходят на чемпионат мира, команды, занявшие вторые места, выходят в пятый раунд. В пятом раунде две команды играют матчи дома и в гостях, победитель по сумме матчей выходит в межконтинентальные стыковые матчи.
- ОФК: Приняли участие 11 команд. В первом раунде 4 худшие команды играют в мини-турнире, состоящем из одноматчевых полуфиналов и финала, победитель выходит во второй раунд. Во втором раунде 8 команд разделяются на 2 группы по 4 команды и играют однокруговой турнир. Команды, занявшие 1-2 места в группах, выходят в третий раунд. Третий раунд проводится по аналогии с первым. Победитель выходит на чемпионат мира, финалист сыграет в межконтинентальных стыковых матчах.
- Межконтинентальные стыковые матчи: примут участие 6 команд. 4 худшие команды по рейтингу будут разделены на пары и сыграют по одному матчу между собой и выйдут в финалы, где их будут ждать оставшиеся 2 команды. Победители финалов выйдут на чемпионат мира.